# Safi ibn Sayyad
Pour les articles homonymes, voir Sayyad.
Safi Ibn Sayyad (arabe : الصف بن الصياد), plus tard connu comme Abdullah Ibn Sa'ad ou Ibn Sa'id (arabe : عبد الله بن سعيد), était un prétendant allégué à la prophétie à l'époque du prophète de l'islam Mahomet et de ses compagnons. Il meurt le 27 août 683 au cours de la bataille d'al-Harrah (en).

## Revendication de la prophétie dans l'enfance
Ibn Sayyad a affirmé qu'il serait un prophète quand il était sur le seuil de l'adolescence, et a d'abord été considéré comme l'Antéchrist (Massih ad-Dajjal en arabe) dans la mesure où ses caractéristiques correspondaient à celles de l'Antéchrist.
Il a été rapporté que Mahomet a rencontré Ibn Sayyad. À cette époque, Ibn Sayyad était juste au seuil de l'adolescence. Mahomet a dit : « Ne reconnais-tu pas que je suis le Messager d'Allah ? » Ibn Sayyad a répondu : « Je témoigne que tu es le Messager des analphabètes. Mais tu devrais reconnaître que je suis le messager d'Allah ». Là-dessus, Omar ibn al-Khattâb a dit : « Messager d'Allah, permets-moi de le tuer ». Là-dessus, Mahomet a dit : « S'il est cette personne (comprendre l'Antéchrist) qui est dans ton esprit, tu ne seras pas en mesure de le tuer, et s'il ne l'est pas, alors le tuer ne te feras aucun bien, ».

### Caractéristiques
Les caractéristiques d'Ibn Sayyad étaient semblables à celles qui sont soupçonnées d'être celles de l'Antéchrist.
Nafi' a rapporté que Abdullah ibn Omar a rencontré Ibn Sa'id sur certains des chemins de Médine et il lui dit un mot qui l'a rendu furieux et il était tellement empli de colère que le chemin a été bloqué. Ibn Omar est allé voir Hafsa bint Omar et l'a informée à ce sujet. Là-dessus, elle a dit : « Puisse Allah avoir pitié de toi, pourquoi as-tu provoqué Ibn Sayyad, en dépit du fait que tu savais que ce serait une colère extrême qui ferait apparaître l'Antéchrist dans le monde ? »

## Déni d'être l'Antéchrist à l'âge adulte
À l'âge adulte Ibn Sayyad s'est repenti et a embrassé l'Islam.
Nafi' a rapporté qu'Ibn Omar a rencontré Ibn Sayyad (alors connu comme Abdullah ibn Sa'id) et dit à certains de ses amis : « Vous aviez dit que c'était lui (comprendre l'Antéchrist) ». Ibn Sa'id a répondu : « Par Allah, il n'en est pas ainsi ». Ibn Omar rétorque : « Vous ne m'avez pas raconté (toute) la vérité, par Allah certains d'entre vous m'ont informé qu'il ne saurait mourir jusqu'à ce qu'il ait le plus grand nombre de descendants et d'énormes richesses et il est celui sur qui l'on pense ainsi ».
Abu Sa`id al-Khudri a rapporté : « Ibn Sa'id dit : « Ce que j'ai rassemblé des gens est qu'ils pensent que je suis l'Antéchrist. Mohammed n'a-t-il pas dit qu'il serait un mécréant (kafir) alors que je suis un musulman et n'a-t-il pas dit également qu'il ne saurait avoir des enfants, alors que j'ai des enfants, et n'a-t-il pas dit aussi : « En vérité, Allah lui a interdit d'entrer dans La Mecque alors que je l'ai effectué . » ». Ibn Sa'id dit également : « Je connais son lieu de naissance sa demeure où il se trouvait tout à l'heure. » ».